# Mantibaria mantis
Mantibaria mantis är en stekelart som först beskrevs av Alan Parkhurst Dodd 1913.  Mantibaria mantis ingår i släktet Mantibaria och familjen Scelionidae. Inga underarter finns listade i Catalogue of Life.